# Anne Gastinel
 (février 2017).
Si vous disposez d'ouvrages ou d'articles de référence ou si vous connaissez des sites web de qualité traitant du thème abordé ici, merci de compléter l'article en donnant les références utiles à sa vérifiabilité et en les liant à la section « Notes et références ».
Pour les articles homonymes, voir Gastinel.
Anne Gastinel, née le 14 octobre 1971 à Tassin-la-Demi-Lune, est une violoncelliste française. Elle est également professeur au conservatoire national supérieur de musique et de danse de Lyon et donne plusieurs classes de maître dans le monde.

## Biographie
Anne Gastinel commence le violoncelle à l'âge de quatre ans, et poursuit en parallèle la pratique du piano et du hautbois. Elle donne son premier concert télévisé avec orchestre à dix ans et demi, et entre au Conservatoire national supérieur de Lyon à onze ans, dans la classe de Jean Deplace, dont elle occupe maintenant le poste en remportant le premier prix quatre ans plus tard, en 1986. Elle est ensuite la première musicienne à intégrer directement depuis le CNSM de Lyon, et à l'unanimité, le troisième cycle du Conservatoire de Paris où elle complète sa formation auprès de Philippe Muller. Elle se présente avant sa sortie du Conservatoire de Paris à des concours internationaux, et remporte à dix-huit ans le premier prix du concours de Scheveningen, puis l'année suivante les troisièmes prix du concours de Prague et du concours de violoncelle Rostropovitch à Paris. Elle travaille notamment auprès de Paul Tortelier, Janos Starker et Yo-Yo Ma.
Finaliste au concours Eurovision des jeunes musiciens à Vienne, en 1990, elle est appelée simultanément par l'agent parisien Maurice Werner qui la suivra durant plusieurs années, et Bertrand Bayle, directeur de production d'Auvidis/Naïve qui lui proposera d’entrer au catalogue pour ses premiers enregistrements.
Par la suite, elle voyage au Japon, au Brésil, en Autriche, en Espagne, en Afrique du Sud, en Allemagne, aux Pays-Bas, en France, au Mexique, au Portugal et en Belgique pour travailler avec plusieurs orchestres[Lesquels ?]. Elle partage de nombreux moments de musique de Chambre avec des musiciens de France et s'entretient avec d'autres compositeurs, comme Henri Dutilleux ou Éric Tanguy dont elle est dédicataire de plusieurs œuvres.
En 1997, Marta Casals-Istomin lui confie le violoncelle Goffriller de Pablo Casals. Aujourd'hui, elle joue sur un violoncelle de Carlo Giuseppe Testore (en), instrument datant de 1690.
Depuis 1989, elle a enregistré plusieurs disques de musique de chambre et avec orchestre, et est produite depuis 1992 par Naïve Records.
Elle a été présidente d'honneur de plusieurs festivals, est membre du conseil d'administration de l'association Mécénat Musical Société Générale, chevalier de l'Ordre national du mérite sur la réserve présidentielle, et s'investit dans des projets caritatifs.

## Discographie sélective
- 1999 : Sonates No 1 opus 36 & 2 opus 99 pour piano et violoncelle de Brahms, avec François-Frédéric Guy (Naïve)
- 2002 : Sonates pour piano et violoncelle 2, 4 & 5 de Beethoven avec François-Frédéric Guy (piano) / (éd. Naïve)
- 2006 : La sonate Arpeggione, avec la pianiste Claire Désert, œuvres de Schubert (éd. Naïve).
- 2008 : Six suites pour violoncelle seul de Jean-Sébastien Bach (éd. Naïve)
- 2009 : Iberica, avec le guitariste Pablo Márquez, œuvres de Manuel de Falla, Gaspar Cassadó et Enrique Granados (éd. Naïve)
- 2014 : Quintette à deux violoncelles de Schubert (éd. Naïve)
- Avec les orchestres national de Lyon, Orchestre Royal de Liège, Orchestre National de France,a enregistré les concerti de Antonín Dvořák, Ernest Bloch (« Schelomo ») Robert Schumann, Édouard Lalo, Camille Saint-Saëns, Éric Tanguy (éd. Naïve)
- 2018 : Triple concerto et trio op. 11 de Beethoven, avec l'Orchestre symphonique de la radio de Francfort dirigé par Paavo Järvi (éd. Naïve)[5]

## Prix et distinctions
- Victoires de la musique classique[2] :
  - 1994 : « Révélation soliste instrumental de l'année »
  - 2005 : « Enregistrement français de musique classique de l'année » pour son enregistrement des sonates nos 2, 4 et 5 pour violoncelle et piano de Beethoven avec François-Frédéric Guy (Naïve)
  - 2006 : « Soliste instrumental de l'année »
- 1990 : troisième prix du concours Rostropovitch ex æquo avec Xavier Phillips.
- 2008 : chevalier de l'ordre national du Mérite[6].